# NKPWA世界ヘビー級王座
NKPWA世界ヘビー級王座（エヌ・ケー・ピー・ダブリュー・エーせかいヘビーきゅうおうざ）は、新韓国プロレスが管理、認定している王座。

## 歴史
2006年2月10日、新韓国プロレス光明ドーム競輪場大会で行われた初代王座決定戦に勝利した力抜山が初代王者になった。

## 歴代王者
| 歴代  | 選手             | 戴冠回数 | 獲得日付       | 獲得場所 （対戦相手・その他）     |
| ----- | ---------------- | -------- | -------------- | --------------------------------- |
| 初代  | 力抜山           | 1        | 2006年2月10日  | 光明ドーム競輪場 ランス・ホイット |
| 第2代 | 西村修           | 1        | 2008年5月5日   | 奨忠体育館                        |
| 第3代 | ユン・ガンチョル | 1        | 2009年         | 韓国                              |
| 第4代 | 西村修           | 2        | 2017年10月10日 | 新木場1stRING                     |
| 第5代 | ユン・ガンチョル | 2        | 2018年9月27日  | 新宿FACE                          |
| 第6代 | 西村修           | 3        | 2019年9月19日  | 新宿FACE                          |